# Kamel Mosaoud
Kamel Mosaoud (2 de agosto de 1914 - data de morte desconhecida) foi um futebolista egípcio que atuava como atacante.

## Carreira
Kamel Mosaoud fez parte do elenco da Seleção Egípcia de Futebol, na Copa do Mundo de 1934.